# Paragongylidiellum caliginosum
Genre
Espèce
Paragongylidiellum caliginosum, unique représentant du genre Paragongylidiellum, est une espèce d'araignées aranéomorphes de la famille des Linyphiidae.

## Distribution
Cette espèce se rencontre au Népal et en Inde.

## Publication originale
- Wunderlich, 1973 : Linyphiidae aus Nepal. Die neuen Gattungen Heterolinyphia, Martensinus, Oia und Paragongylidiellum (Arachnida: Araneae). Senckenbergiana Biologica, vol. 54, p. 429-443.